# الطريق المتعرج (رواية)
الطريق المتعرج (بالإنجليزية: The Zigzag Way)‏ هي رواية للكاتبة الهندية أنيتا ديساي، نشرت عام 2004، عن دار نشر في المملكة المتحدة.

## روابط خارجية
- الطريق المتعرج على موقع الموسوعة البريطانية (الإنجليزية)